# Kotlearka, Popilnea
Kotlearka (în ucraineană Котлярка) este o comună în raionul Popilnea, regiunea Jîtomîr, Ucraina, formată numai din satul de reședință.

## Demografie
Componența lingvistică a comunei Kotlearka
     Ucraineană (97,14%)
     Rusă (2,65%)
     Alte limbi (0,2%)
Conform recensământului din 2001, majoritatea populației comunei Kotlearka era vorbitoare de ucraineană (97,14%), existând în minoritate și vorbitori de rusă (2,65%).